# Euonymus balansae
Euonymus balansae là một loài thực vật có hoa trong họ Dây gối. Loài này được Sprague mô tả khoa học đầu tiên năm 1908.